# محمد بن عبد العظيم الحوثي
محمد عبد العظيم الحوثي هو رجل دين يمني زيدي المذهب. أشتهر بمعارضته لجماعة الحوثيين. واسمه كاملاً محمد بن عبد العظيم بن الحسن بن الحسين الحوثي، ويلتقي نسبه مع عبد الملك الحوثي في جدهم الحسين.

## خلافه مع الحوثيين
في حوار مع صحيفة الجمهورية الرسمية في أواخر 2012 قال أن حقيقة خلافه مع جماعة الحوثي أنهم "حاولوا الهيمنة على الحكم مستغلين المذهب الزيدي غير مأمونين عليه، ووصفهم الفساق والطغاة والمجرمين، كاشفاً عن علاقة الحوثيين بالرئيس السابق صالح ودعمه لهم، معتبراً صالح من أتباع عبد الملك الحوثي. وأضاف "ونرى أنهم فساق وبغاة ومجرمون، ويعتدون على دين الإسلام، تجنوا على الزيدية عموما وعلى أهل البيت خصوصا، لعدوانهم الدموي". وسبق له أن إتهمهم بأنهم "جهلة وصغار السن" وأنهم يتهمون رجال الدين الزيدية بالخنوع والعجز 
 يصف محمد عبد العظيم نفسه بأنه «منفتح» على جميع الآراء والكتب والمذاهب متهما جماعة الحوثيين بالانغلاق وأن أتباعهم «بدو وأعراب يجيدون القتال».

## مزاعم بإعتداءات عليه
إدعى محمد عبد العظيم أن الحوثيين أعتدوا عليه عدة مرات:
- اعتدوا عليه في ضحيان وهدموا منزله، وطردوه من ضحيان، وضحيان منطقة شمال صعدة[3]
- حصلت مواجهات عنيفة بينه وبين الحوثيين خلفت عشرات القتلى من أتباع محمد بن عبد العظيم الحوثي في أوقات متفرقة[4]
- قام الحوثيون بتفجير مسجد ومدرسة و13 منزلاً في منطقة كدم وقلقة بمديرية حيدان محافظة صعدة بحجة موالاتهم لمحمد عبد العظيم.[5]

## روابط خارجية
- المكتب الإعلامي لمحمد بن عبد العظيم الحوثي  على فيسبوك.